# 잔 뒤 바리 (영화)
《잔 뒤 바리》(프랑스어: Jeanne du Barry)는 2023년 개봉한 프랑스의 전기 영화이다. 마이웬이 감독과 각본을 맡았으며, 주연 잔 뒤 바리 역도 맡아 연기했다. 제76회(2023년) 칸 영화제 개막작이다.

## 출연진
- 조니 뎁 - 루이 15세 역
- 마이웬 - 잔 베퀴 뒤 바리 백작부인 역
- 뱅자맹 라베른 - 라보르드 역
- 피에르 리샤르 - 리슐리외 공작 역
- 멜빌 푸포 - 뒤바리 백작 역
- 파스칼 그레고리 - 에기용 공작 역
- 인디아 헤어 - 아델라이드 역
- 쉬잔 드 베크 - 빅투아르 역
- 카퓌신 발마리 - 루이즈 역
- 디에고 르퓌르 - 황태자 역
- 폴린 폴만 - 마리 앙투아네트 역
- 미샤 레코 - 메르시 역
- 노에미 르보브스키 - 노아유 백작부인 역
- 마리안 바슬레르 - 안 역
- 로뱅 레누치 - 뒤무소 씨 역